# 朱婷
朱婷（1994年11月29日—），河南郸城人，中國女子排球運動員，場上位置主攻。2017-2021年擔任中國國家女子排球隊隊長。 現時效力於意大利球會科內利亞諾女排。
朱婷曾奪得多個國際重要賽事（包括國際排聯的世界三大賽及球會賽事）的最有價值球員（MVP）及個人獎項，成為FIVB歷史上奪得最多正規世界賽MVP的運動員（国家队加俱乐部一共十五次MVP），因而多次獲國際排聯表揚。朱婷曾經是全世界年薪最高的職業排球運動員，已被肯定為當今國際排壇具影響力的球星之一。

## 簡歷及成就
朱婷是郑州大学体育学院运动训练专业2011级本科生。毕业于郑州大学体育学院运动训练专业2010级。 2017年11月9日，朱婷進入北京師範大學攻讀歷史系研究生。2024年6月，朱婷順利於歷史學院碩士畢業。
2017年1月，获得2016年CCTV体坛风云人物評選「最佳女运动员」奖项。同年入選福布斯「30岁以下亚洲杰出青年榜」。在《2017中國運動員影響指數排行榜》上，朱婷排名第四。另外，在《2018中国体育明星商业价值指数》，朱婷排名综合指数榜第四。自2014年開始，朱婷連續入選新華社體育部評選的「年度中國十佳運動員」。2019年3月，荣获全国「三八红旗手」荣誉称号。同年11月，朱婷名列2019年英国大本钟奖体育类「赫拉特勒斯奖全球十佳运动员」第二名。2020年4月20日，入選第二十四届“中国青年五四奖章”。目前，朱婷已在各大的國際賽事中奪得共15個最有價值球員（MVP），因而有「MVP收割機」之稱。
2021年7月17日，中国体育代表团宣布由女排运动员朱婷、跆拳道运动员赵帅担任东京奥运会开幕式中国体育代表团旗手。

## 国家队经历

### 國少及國青時期（2010-2013年）

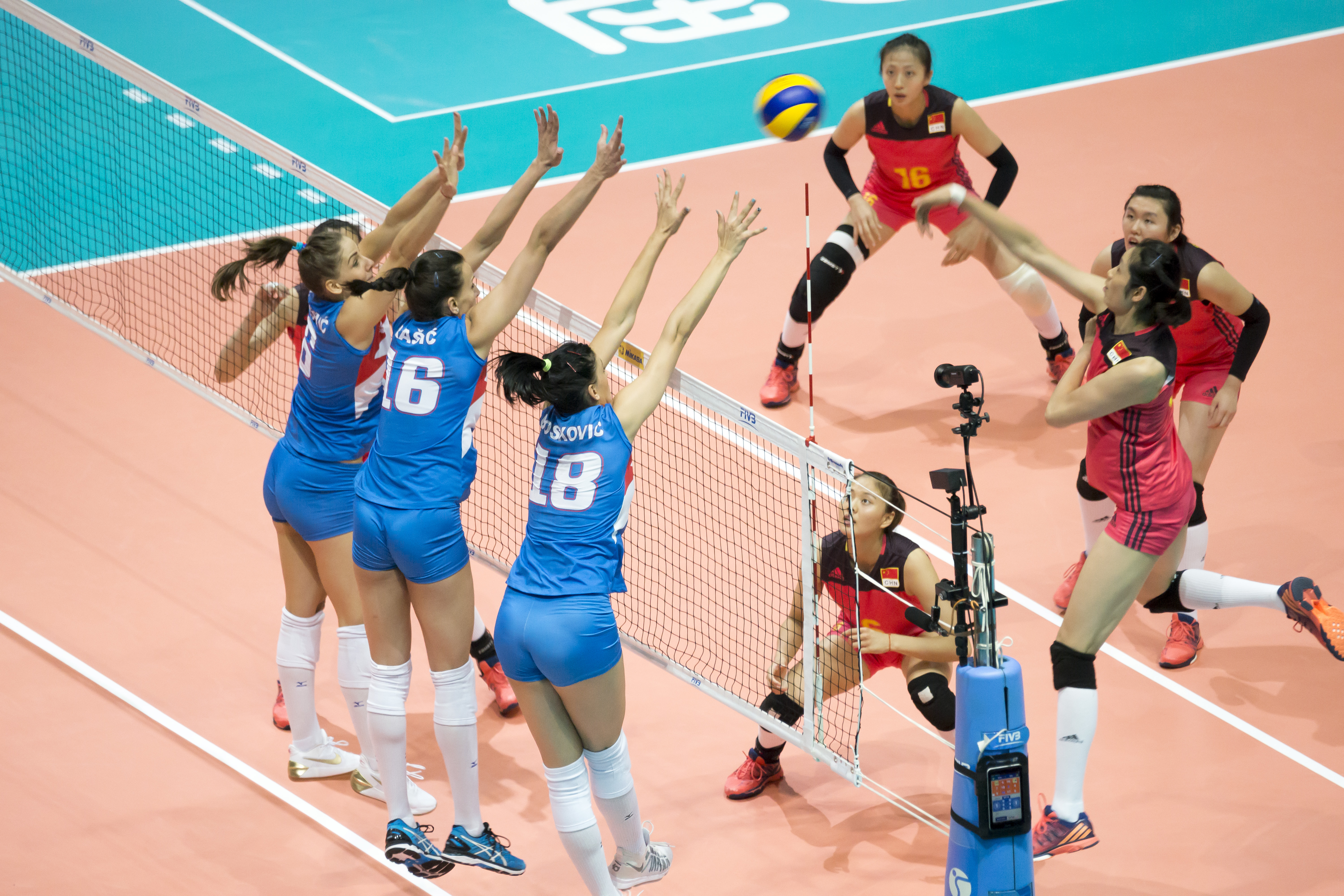
朱婷進攻，2017年7月世界女排大奖赛香港站（中国—塞尔维亚）

2007年就读初中身高1米7多的朱婷被学校体育老师推荐到周口市体校，2008年她被挑选进入河南省体校排球队。
2010年，朱婷进入中国女子排球少年队（国少队），當時身高仅为1米88。2011年8月，朱婷与队友合作获得世界少年女排锦标赛亚军，个人贡献87分在得分榜上名列第10，进攻得分位列积分榜第7名。
2012年，朱婷进入中国女子排球青年队（国青队），身高已长到1米90。在2012年亚洲青年女排锦标赛，帮助国青女排豪取八连胜夺得第10冠，朱婷荣膺最有价值球员奖，朱婷在最佳得分榜上以105分（进攻80分、拦网16分、发球9分）位居次席。
2013年，朱婷繼續入选国家青年女排，凭借身高和弹跳优势，她的进攻点高、力量也足，滯空能力強，朱婷的心理素质也比较佳，而且前后排都能进攻出色，上升空间巨大。2013年帶領國青女排在世青賽取得八連勝並時隔18年重奪冠軍，朱婷個人荣膺最佳得分、最佳扣球及最有价值球员奖。2013年瑞士女排精英赛中國女排未有派出國家隊出戰，改由国青女排披挂上阵，但仍然由郎平掛帥，面對平均年齡都比較大的對手，最後获得第六名。但朱婷表现不俗，中国队的五场比赛，她场场得分列全队第一，最後以105分摘得最佳得分奖，同时还位居最佳扣球和最佳发球两个第二名，成为此次国青队头号明星，当年首次入选新一届中国国家女排大名單。
2013年7月1日，2013年世界青年（U20）女排锦标赛結束，中国国青女排3:0完胜日本夺冠，朱婷個人荣膺最有价值球员（MVP）、最佳得分手、最佳扣球手三项殊荣，并入选了最佳阵容，成為本届世青赛最受瞩目的球手，国际排联官网甚至用“超级球星”来形容年仅18歲的朱婷，可見她有巨大的潛力。

### 國家隊時期（2013-2021年，2024年）
2013年正式入选當時由郎平執掌的中國國家女子排球隊並備受重點培養，在國家隊身披2號球衣。
首年入選國家隊的朱婷在2013年世界女排大奖赛分站赛澳门站成為她的成年國家隊比賽首秀，她的發揮穩定，夺得最佳得分和最佳拦网奖。2013年世界女排大奖赛总决赛，中国队获得亚军，朱婷荣幸当选最佳阵容，占据扣球效率榜头名，并在总决赛中两次拿到MIP。2013年亚洲女排锦标赛，虽然中国队在季军争夺战中2-3遭韩国逆转，史上首次无缘奖牌，但朱婷扣球命中率位居榜首，获最佳扣球殊荣。
2014年中国国际女排精英赛北仑站独揽最有价值球员（MVP），最佳发球，最佳扣球三奖。2014年世界女排大奖赛分站赛香港站夺得最有价值球员（MVP）。2014年世界女排大奖赛分站赛澳门站当选最受观众欢迎的运动员。2014年世界女排锦标赛是朱婷首次參與的排球世界三大賽，擔任中国女排的首发主攻，在半决赛对阵意大利女排比赛中个人独得32分，为中国队闯入决赛立下头功，令首次參加三大賽的朱婷入选了该届锦标赛最佳阵容，同时也获揽最佳得分和最佳主攻奖。
2015年亚洲女排锦标赛，中国队在冠军争夺战中3-0击败韩国，再次奪得金牌，朱婷個人获揽最有价值球员（MVP）及最佳主攻殊荣。在同年的2015年女排世界杯，中国队在魏秋月、惠若琪等主力球员受伤病困扰的困难情况下出征，朱婷虽未打满所有比赛，在对阵塞尔维亚、俄罗斯、日本等关键场次中均斩获全队最高分，世界杯11场比赛中朱婷的总计进攻得分也是全队最高的。除了在进攻端的强势表现，朱婷在四号位的端拦网也屡屡建功，一传和防守方面也有优秀表现。中国队事隔12年再度斩获世界杯冠军，朱婷也荣膺世界杯MVP的荣誉。
2016年里约热内卢奥林匹克运动会奪得金牌，并當選奥运会女排最有价值球员（MVP），朱婷也因此成为继郎平和冯坤之后，奥运史上第三位中国女排MVP得主；此外，朱婷还与塞尔维亚的米哈伊洛维奇（Brankica Mihajlović）获选为最佳主攻球员。据统计在奥运会比赛中，作為中國女排的絕對核心，朱婷在四分之一決賽、半決賽、決賽分別貢獻28分、33分、25分。整個奧運會場場都是中國隊的得分王，在進入淘汰賽後的三場比賽都是整場比賽的得分王。八場比賽她共得179分，高居得分榜首位。進攻效率高達42.27%，比第二位的米哈伊洛維奇的31.0%高出11個百分點。。
2017年6月，中國女排公佈世界女排大獎賽的21人大名單，朱婷首次擔任隊長一職帶領新一屆國家女排出戰。执行教练安家杰带领中国队获得2017年世界女排大奖赛第四名，朱婷则荣膺最佳主攻。同年9月，中国女排以五场连胜累计14分获得2017年女排大冠军杯赛冠军，成为继2001年夺冠后中国队再次登顶女排大冠军杯赛，朱婷获最有价值球员（MVP）和最佳主攻称号。朱婷個人在這項賽事共奪得100分，排在個人得分榜第一位。
2018年女排國家聯賽（世界女排聯賽），缺席首兩站的朱婷在香港站歸隊，並繼續參加餘下在中國舉行的分站賽及總決賽。在總決賽的小組賽對陣荷蘭的比賽，朱婷拿下36分，刷新她個人在國家隊單場比賽的得分紀錄。在季軍戰對陣巴西，朱婷發揮出色並奪得20分，帶領中國女排奪得首屆女排國家聯賽的銅牌，而她個人则荣膺最佳主攻殊榮。
2018年雅加达亚运会女排比赛，朱婷在半決賽對陣日本的比賽奪得全場最高的18分，其後帶領中國隊在决赛中直落三局擊敗泰国，並個人獨取26分，时隔8年再次為中國隊奪得金牌。这是中国女排第8次获得亚运会金牌，也是朱婷首次獲得亚运会金牌。
2018年世界女子排球錦標賽，是朱婷第二次參加的世錦賽，她打滿13場比賽，並繼續作為中國女排的主要得分點，帶領隊伍由小組賽，殺到淘汰賽、六強賽、半決賽，最後到季軍賽。整項賽事她共砍獲227分（202扣、17攔、8發），排在得分榜的第三位，而扣球成功率為45.5%，排在第六位。她個人最後荣膺最佳主攻殊榮，二度入选世錦賽最佳阵容。
2019年9月在日本举办的女排世界杯上，中国女排以11战全胜累计32分的成绩卫冕冠军，获得女排世界杯第五冠。朱婷出战九场比赛（休战两场）共拿下178分，以54.84%的扣球成功率位居扣球榜首位，是唯一成功率超过50%的球员，朱婷获颁MVP和最佳主攻奖，这是继2015年女排世界杯后再度荣膺MVP，成为蝉联女排世界杯MVP的第一人，加上2016年里约奥运会朱婷已在排球三大赛斩获三个MVP。
2020年東京奧運，是朱婷第二度代表國家隊參加奧運會。正當大部分球迷熱切期待中國女排再登上奧運頒奬台時，卻傳來壞消息，朱婷因手腕受傷，或會影響往後比賽。在第一場對陣土耳其的比賽，朱婷明顯受傷勢影響，進攻難以發力，最終0:3告敗。在之後的比賽，朱婷已經減少上場時間，甚至沒有出場。最終中國女排未能小組出綫，創下近幾屆奧運會的最差成績。朱婷其後表示奧運後會盡快安排手術，之後會積極養傷及康復，希望往後能以最佳狀態出現在比賽場上。2022年4月，朱婷在其個人社交平台發佈手術成功的消息。
受傷病及康復進度影響，朱婷在2022及2023年並沒有入選中國女排國家隊名單。
2024年4月8日，朱婷在微博發文表示將會在今年的世界女排聯賽重返國家隊。她在文中也提及到因為東京奧運會的失利引起的網暴導致她提出了退役申请，甚至對排球失去興趣。但經過與国家体育总局的各级领导和国家队沟通，再加上恩师郎平的多次鼓励，尤其在她最低谷的时候為她分析身体和技术上存在的问题，因而打消了退役的念头。她認為現時自己的身体和心理都做好了准备，希望這次重返國家隊可以全力以赴为中国女排获得巴黎奥运会的参赛资格。
2024年5月29日，2024年世界女排聯賽分站賽澳门站，中國女排對陣荷蘭女排比賽中，朱婷在第四局局末替補出場發球，這是她時隔三年再次出現在國家隊比賽場上。6月1日，對陣泰國女排的賽事中，是朱婷傷癒復出回歸國家隊後首場正選並打滿全場的比賽，她為球隊貢獻17分（25扣16中，1攔），以3:0橫掃對手。同月29日，中國排協正式公布2024年巴黎奧運會中國女排代表隊的12+1名單，朱婷順利入選，這是她第三次參加奧運會。最終中國女排在此屆奧運會位列第五名，朱婷也完成了她此次回歸國家隊的主要任務，正式結束其国家队生涯，往後她將專注在職業聯賽及俱乐部的賽事。

## 職業聯賽生涯

### 國內聯賽
- 2012／2013賽季－2015／2016賽季

在中國女子排球聯賽（現稱排超或CVL），朱婷一直在老家河南女排効力，出道時曾短暫加盟廣東恆大女排，後回到河南女排。即使朱婷進攻表現一直在聯賽中搶眼，可惜河南女排本身的整體水平在聯賽中只屬中下，難以獲得更好的成績，另外她自己亦難以在聯賽中得到適當的鍛練機會。
在效力廣東恒大期間，朱婷與隊伍出戰2013年的世界女排俱樂部錦標賽（世俱杯），最終奪得季軍，是她首個俱樂部的獎項。後來一直在河南女排效力，直到2016/17賽季起正式離開國內聯賽，轉戰海外聯賽。

### 轉戰海外聯賽: 加盟土耳其超級聯賽
- 2016／2017賽季

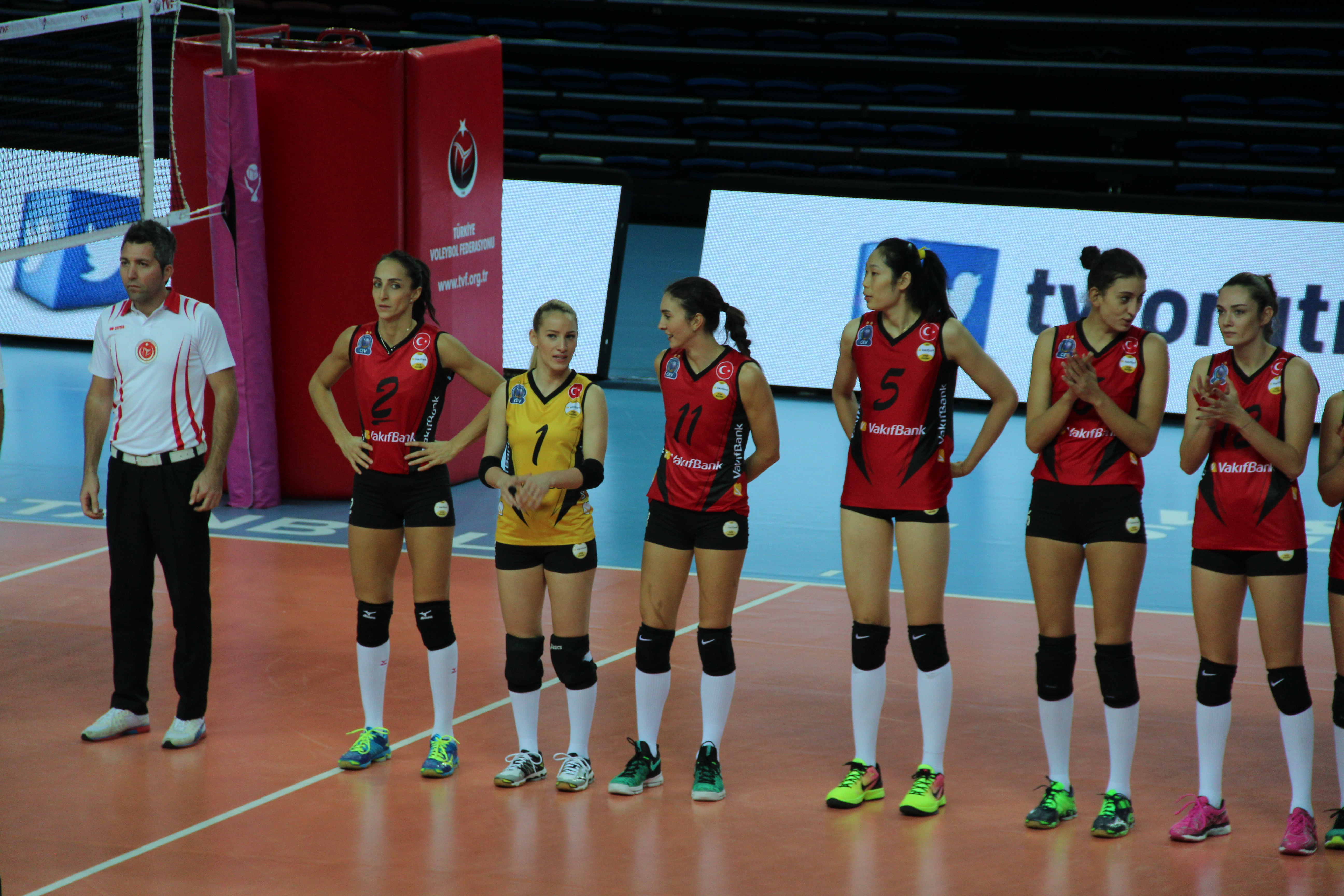
2016年11月的土超比赛

2016年里約奧運結束後，朱婷在國家隊主帥郎平的介紹及安排下，在2016－2017年賽季得到留洋的鍛練機會，到整體實力和知名度較高的土耳其女排超級聯賽（土超）效力，並加盟聯賽中豪門之一的瓦基弗銀行，成為唯一一個在海外聯賽效力的現役中國女排國手。郎平曾执教过瓦基弗银行俱乐部，是目前世界职业排坛水平最高的俱乐部之一，曾九次获得土耳其女排联赛冠军，2011年和2013年两次获得欧冠联赛冠军，据报道朱婷的加盟年薪为110万欧元，仅次于土超另一强队费内巴切引进的韩国球员金延璟的120万欧元。
2016年10月18日，在马尼拉举行的女排世俱杯赛上，朱婷所在的瓦基弗银行女排首战对阵日本久光制药以3-1获胜，朱婷得到进攻17分、拦网9分、发球2分，以累计28分成为全场得分最高球员。在10月20日晚的小组赛上，瓦基弗银行女排以2比3不敌瑞士苏黎世女排，不过朱婷仍以31分（扣球24分、拦网3分、发球4分）再次成为全场得分王，苏黎世队的接应乌克兰人莱科柳科则拿下30分，而在本场比赛之前只有俄罗斯的加莫娃（2014年在苏黎世创造的34分）和科舍列娃（2015年在苏黎世创造的30分）两位球员在世俱杯单场比赛中得分超过30分。在10月21日的最后一轮小组赛上，朱婷出战第一局取得8分，最终瓦基弗银行以3比0战胜泰国曼谷玻璃，以两胜一负积7分居小组第二的成绩打入半决赛。在半决赛中瓦基弗银行1-3不敌土耳其的伊萨奇巴希，朱婷取得23分；季军战中瓦基弗银行3-1复仇瑞士苏黎世，朱婷拿到13分。她在五场比赛中总共拿到103分（进攻77分、拦网19分、发球7分），打破女排世俱赛的个人总得分记录，并当选本届世俱杯最佳主攻。
在2016-2017赛季女排土耳其杯决赛中，瓦基弗银行以0-3负于强敌费内巴切，获得亚军。
2017年4月23日，2016-17赛季欧洲女排俱乐部冠军联赛决赛在意大利特雷维索举行，瓦基弗银行以3-0击败了意大利的科内利亚诺队，第三次夺得欧冠女排冠军，瓦基弗银行在联赛十场比赛中保持全胜，这也是朱婷加盟瓦基弗银行以来首次获得冠军荣誉，她也获得最有价值球员称号，成为继2012年的金延璟后亚洲第二位欧冠MVP得主。
2017年4月30日，在2016-2017赛季土耳其女排联赛半决赛中，瓦基弗银行以3-1战胜伊萨奇巴希队夺得土耳其联赛季军，并取得了参加下赛季欧冠联赛的资格。同年5月，在日本神户举办的2017年世界女排俱乐部锦标赛上，瓦基弗银行在决赛中以3-0战胜巴西舒耐队夺得冠军，这是自2013年之后瓦基弗银行第二次在世俱杯上夺冠，也是朱婷首次获得世俱杯冠军，朱婷获得最有价值球员和最佳主攻荣誉。
- 2017／2018賽季

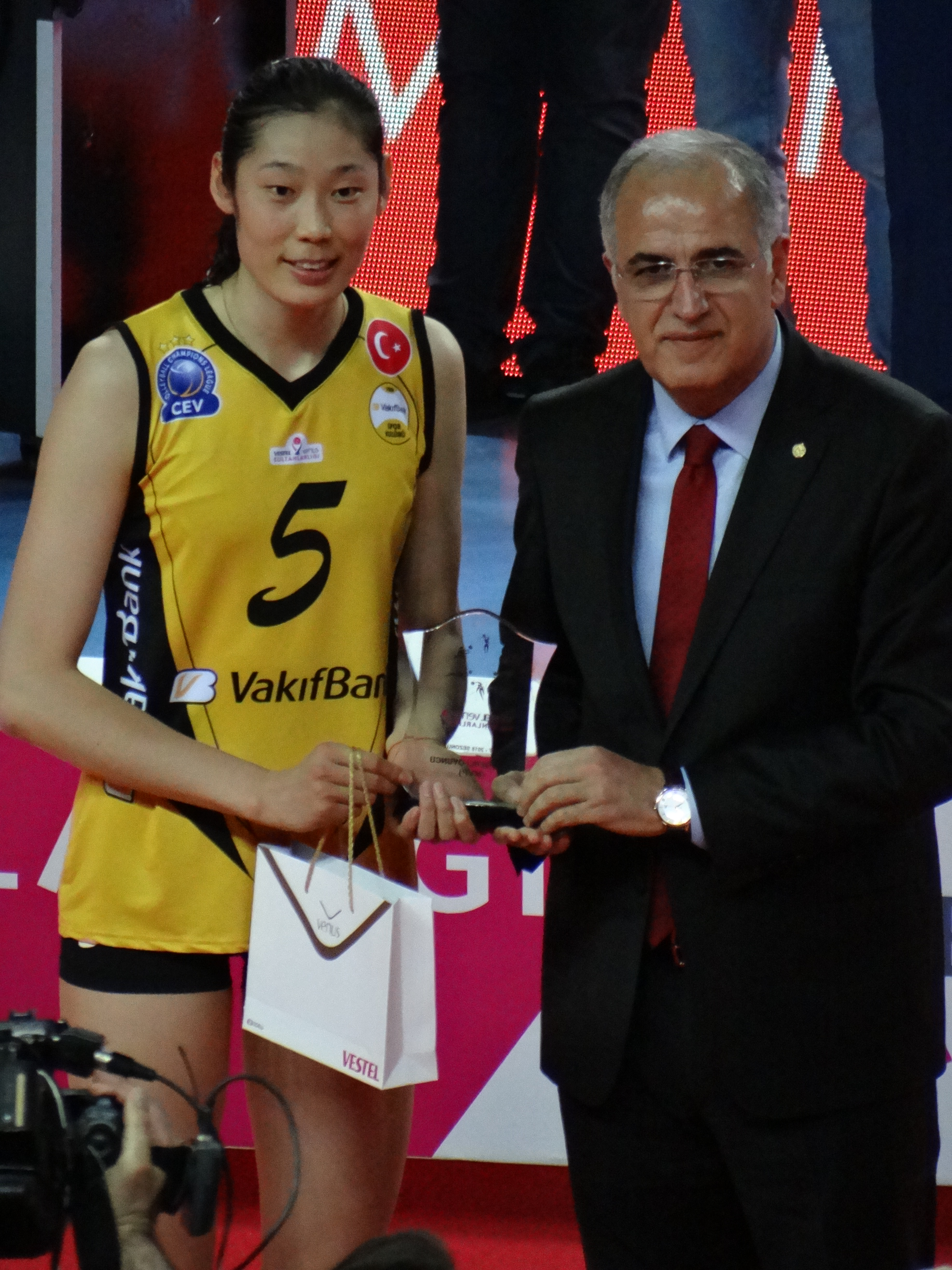
瓦基夫銀行赢得2017-2018赛季土超冠军，朱婷获颁MVP

2017年6月，瓦基弗銀行俱樂部官方宣布朱婷正式與球隊續約，在來季繼續為球隊效力，而朱婷的年薪亦增至135萬歐元（約153萬美元），其年薪已超過另一頂級主攻金軟景，成為現時世界女子排壇年薪最高的運動員。
2017年10月，在2016-2017赛季土耳其女排超級盃中，瓦基弗银行以局數3：0輕取上屆國內雙料冠軍費內巴切，朱婷取得全場最高的15分，令瓦基弗银行時隔3年再奪冠軍。同年12月，在2016-2017赛季土耳其女排盃中，瓦基弗银行以局數3：0輕取伊薩奇巴希，時隔4年重奪錦標。朱婷取得全場最高的24分，更榮膺賽事MVP。至此，朱婷在海外联赛已经收获欧冠、世俱杯、土耳其超级杯三个冠军，再次创造了新历史。
2018年3月，有外國媒體報導朱婷現時的實際年薪為150萬歐元，而非之前所報的135萬歐元。另外，也有外媒報道包括意大利、俄羅斯、巴西及土耳其在內的六間俱樂部，都有意在來季簽下朱婷，瓦基夫銀行願以160萬歐元挽留，而有俱樂部提出以比瓦基夫銀行開出的更高價簽下。
2018年4月，朱婷所在的瓦基弗銀行隊在土超女排聯賽半決賽成功雙殺曾經在上賽季阻止隊伍晉級的加拉塔萨雷，晉級冠亞軍決賽。另外，瓦基弗銀行在歐冠女排聯賽也順利晉級最後四強。朱婷在這幾場的關鍵比賽中都發揮出色，均是本隊得分最多的球員，其中在土超半決賽第2回合，個人取得33分膺得分王，刷新個人旅歐生涯單場得分紀錄。在歐冠女排聯賽6進3第二回合，朱婷三局斬獲21分榮膺得分王，進攻25扣16中(成功率64%)，助瓦基弗銀行晉級準決賽，對手是上屆歐冠亞軍、意甲勁旅科內利亞諾。
同月，土超女排聯賽決賽正式开始，由瓦基弗銀行對陣伊萨奇巴希。在五場三勝制的比赛中，瓦基弗銀行最终在客场以总比分3:2击败了伊萨奇巴希，获得了该年度的联赛冠军。这是瓦基弗銀行获得的第十座联赛冠軍，也是朱婷職業生涯首個聯賽冠軍。在五場總決賽中朱婷总计轰下105分，其中进攻端172扣87中（成功率50.8%），总得分和进攻成功率均为两队第一。尤其在决胜场中独得20分（成功率68%），成為隊伍奪冠的重大功臣，順利榮膺2017/18賽季土耳其女排超級聯賽的最有價值球員（MVP）。至此，朱婷在兩年內就實現海外个人职业聯賽的大滿貫（獲得聯賽、歐冠聯賽、世俱杯、土耳其杯賽及土耳其超級杯冠軍，以及所有上述賽事的MVP）。
5月5日，2017-18赛季欧洲女排俱乐部冠军联赛四強决赛在羅馬尼亞布加勒斯特举行，瓦基弗银行在半決賽以3-2險勝意甲冠軍的科内利亚诺队，晉身決賽，朱婷在這場為球隊貢獻24分。在決賽對陣主隊布拉日，瓦基弗银行以3-0勝出，朱婷個人取得15分，助球隊奪得第四座歐冠冠軍寶座，朱婷最後也榮膺賽事的最佳主攻。歐冠結束後，瓦基弗银行在這個賽季的所有賽事也結束，最終奪得所有賽事的冠軍寶座，实现赛季大满贯。
- 2018／2019賽季

2018年6月21日，即使面對多間俱樂部的邀請，瓦基弗银行最終官方宣布朱婷與球隊續約，將連續第三年為球隊效力。2018年12月，在浙江绍兴举办的女排世俱杯是世俱杯首次在中国举办，瓦基弗以三比零战胜巴西的米纳斯俱乐部蝉联冠军，成为首支三冠王的球队，5场累计取得98分位列得分榜第一的朱婷亦蝉联MVP和最佳主攻，成为首位蝉联女排世俱杯MVP的球员。
2019年3月，2018/19賽季歐洲女排冠軍聯賽八強賽開打，瓦基夫銀行的對手是俄超冠軍莫斯科迪納摩，首回合以2:3不敵對手，儘管朱婷這場進攻受阻，仍然拿下全隊最高分；在第二回合比賽，瓦基夫銀行直落3:0完勝對手，連續第七年挺進歐冠四強，朱婷在這場比賽進攻端表現回勇，進攻成功率超過60%，拿下全隊最高的17分，助球隊晉級。
2019年4月至5月，2018-2019赛季土耳其女排超级联赛决赛在瓦基弗银行队和伊萨奇巴希队之间展开。在前4场打成2:2平后，5月5日，瓦基弗银行队在客场以3:0击败了伊萨奇巴希队，成功蝉联土耳其女排超级联赛冠军，这是银行队获得的第11座土超冠军。在5场比赛中，朱婷一共209次扣球106次击中13次失误9次被拦，以51%的成功率和40%的效率位居两队所有边攻手中第一位，并获得该年度土耳其女排超级联赛最有价值球员（MVP）。
朱婷留洋三個賽季，凭借超强实力带动球队成绩提升，3年来帮助瓦基弗银行在各项赛事夺下8个冠军，个人6次荣膺MVP。本赛季朱婷代表瓦基弗银行出战40场，取得33胜7负的成绩，共斩获668分，在世俱杯和土超决赛双双蝉联MVP。土耳其超级杯单场贡献11分，土耳其杯半决赛独揽28分，土超常规赛16场赢得258分、季后赛8场得到167分，欧冠联赛主打9场收获106分，世俱杯5夺得分王拿到98分。
2019年5月7日，瓦基夫銀行女排俱樂部官方宣布朱婷於下賽季暫時離隊，回到中國聯賽打球以備戰2020東京奧運。

### 重返國內聯賽: 加盟天津女排
- 2019／2020賽季

對於相隔三個賽季再次回歸國內聯賽，不少球迷及媒體都關注朱婷加盟的球隊。在10月1日，朱婷在个人的微信公众号宣布新赛季加盟天津渤海銀行女排，將代表球隊參加世俱杯及排超聯賽（天津女排是國內的傳統強隊，亦是國內聯賽奪冠最多的球隊，陣中也擁有國手及重量級外援）。2019年12月在绍兴举办的2019年女排世俱杯上，朱婷在第二场小组赛对阵巴西海滩女排时手伤发作仅打了前三局最后天津第五局艰难取胜，接下来的一场对阵瓦基夫银行的小组赛和另外两场排名赛朱婷都未再上场，加上其他球员发挥不佳等因素最终天津在八支球队成绩垫底，成为朱婷历年在国际大赛上的最差成绩。
12月24日，本賽季排超聯賽的半決賽開打，天津女排迎戰衛冕冠軍北京女排。首場較量，朱婷休賽多場後復出主打，拿下全場最高的23分，其中扣球方面28扣21中，成功率高達75，助天津女排以3:0橫掃對手。
12月28日，半決賽第二輪，天津女排以局數3:2險勝北京女排，連續三年晉級聯賽總決賽。朱婷奪得29分（51扣28中1拦，進攻成功率55%），成為全場得分王。
2020年1月14日，天津女排在五场三胜制的决赛中3-1拿下第三场，以3-0的总比分力克上海女排获得冠军。朱婷延续的完美的表现，在决赛中帮助天津女排摘得联赛第十二个冠军，也摘得个人职业生涯中国女排联赛的首个冠军。朱婷在总决赛与上海抗衡三场分别獲得17分、31分和15分。时隔3年再战国内联赛，朱婷在主攻线独领风骚，进攻283扣169中，成功率高达60%，遠超聯賽中的其他攻手。
3月2日，中國排協公布本賽季女排超級聯賽的最佳陣容，朱婷獲得最有價值球員（MVP）及入選最佳主攻。
- 2020／2021賽季

由於肺炎疫情导致2020東京奧運延期舉行，原先在奧運會後再次出國打球的計劃也被迫延遲，意味朱婷在本賽季仍然留在中國排超聯賽打球。
2020年10月，朱婷正式續約天津女排，連續第二個賽季為球隊效力。
其後再次帶領天津女排晉級決賽，並以場數2:1擊敗江蘇，再次獲得聯賽冠軍。而朱婷則再蟬聯最有價值球員（MVP）。同時，與天津女排的兩個賽季合約也正式結束。
- 2021／2022賽季

受傷病影響，朱婷本賽季沒有簽約任何球隊，專心養傷及康復治療為主。而在國家隊的安排下，在2022年上半年赴美國進行手腕手術，手術後整個康復期大概為6-8個月。

### 重返海外聯賽: 加盟意大利甲組聯賽
- 2022／2023賽季

在新賽季開始前，有外媒及排球記者報道，朱婷會在手術治療及康復後再度征戰海外聯賽，當中提到或會重返曾效力三個賽季的瓦基弗银行女排俱乐部，另外有意大利甲組聯賽球會對朱婷感興趣並提出報價及洽談，因而有可能征戰另一個高水平的聯賽。
2022年7月2日，意大利球會斯坎迪奇女排俱乐部官方正式宣布朱婷在本賽季加盟的消息。而朱婷本人也在多個個人社交平台公布加盟消息，這是她時隔三年再次加盟海外的職業球隊。朱婷是該俱樂部簽下的第六名外援球員，身披4號球衣。報道指其加盟年薪超過120萬歐元，是整個意甲女排聯賽最高薪的球員。
10月18日，斯坎迪奇俱乐部在佛罗伦萨召开新闻发布会，朱婷出席了此发布会，雙方并签订了为期一个赛季的合约。由於朱婷此前曾接受腕部手术，俱乐部根据其训练情况决定她的上场时间。
11月3日，斯坎迪奇在意甲常规赛第4轮以3比0完胜卡萨尔马焦雷，朱婷在第二局和第三局替补登场，共得到6分，其中扣球5分（14扣5中）、拦网1分。这是朱婷继东京奥运会之后，时隔14个月重返赛场。11月7日，常规赛第5轮，朱婷首發出場並打滿全場，獲得16分（15扣1攔），助斯坎迪奇3:1擊敗升班马皮内罗洛。11月21日，常规赛第8轮，斯坎迪奇客场3-1逆转基耶里取赛季第六胜，朱婷首发登场拿到本方最高的17分（34扣16中，1拦）并首次荣膺单场MVP。
12月14日，欧联杯女排16强赛首回合，斯坎迪奇客场3-1击败土耳其加拉塔萨雷。朱婷得到全场最高的22分(36扣17中3发球2拦网)。
2023年1月，意甲女排联赛官方宣布朱婷獲得12月份MVP。官方给出的数据是朱婷单月拿到63分，扣球成功率达46%，再加上此前拿到了单场MVP，因而荣获月度MVP。
3月22日，欧联杯半决赛第二回合，斯坎迪奇2-3不敌土耳其航空，但由於第一回合零封對手，仍以積分之差晋级决赛。本场比賽朱婷奪得全場最高27分(45扣24中、3拦网)。
4月5日，欧联杯决赛首回合，斯坎迪奇客场3-1击败罗马尼亚布拉日。朱婷個人獨取全場最高30分(39扣25中0失誤，扣球成功率高達63%，另加3发球2拦网），当选本場MVP。
4月12日，欧联杯决赛第二回合，斯坎迪奇主场3-0横扫布拉日，两回合双杀对手，历史首次问鼎女排欧联杯。朱婷取得13分(19扣11中2拦网)。她在本赛季欧联杯比赛中313扣162中，总得分榜排名第一，这是朱婷自东京奥运会受伤复出后赢得的首冠。
5月4日，意甲女排联赛半决赛第三回合，斯坎迪奇2-3（總比分1:2），遗憾止步半决赛，斯坎迪奇获得本赛季聯賽季軍、常规赛亚军，这是斯坎迪奇取得的国内联赛史上最佳战绩，也獲得明年欧冠资格。朱婷本賽季联赛扣球成功率43.14%，效率35.41%。
- 2023／2024賽季

2023年5月28日，意甲斯坎迪奇女排官宣与朱婷续约至2023/24賽季，朱婷連續第二個賽季為該球會效力。
10月29日，意甲联赛常规赛第四轮，斯坎迪奇3-1战胜卡萨马焦雷。朱婷全场拿下21分（39扣18中3拦），荣膺本場比賽的MVP。
11月8日，2023-24赛季歐洲女排冠軍聯賽正赛首轮展開，斯坎迪奇主場3-0战胜保加利亞球隊普罗夫迪夫。朱婷拿下13分（16扣9中，2拦2发），這亦是她时隔四年重返欧冠赛场。11月30日，欧洲女排冠军联赛迎来正赛B组焦点战，斯坎迪奇主场激战四局以3-1力克土耳其的伊萨奇巴希女排，朱婷奪得18分（进攻14分拦网3分发球1分，其中进攻命中率33扣14中）。
2024年2月11日，意甲聯賽常規賽第二十輪，斯坎迪奇作客3-2逆襲擊敗瓦萊福利亞。朱婷憑藉進攻拿下本方第二高分19分 (36扣19中1失誤2被攔、成功率達到53%)。
2月29日，歐冠女排8強展開第二回合爭奪。斯坎迪奇主場2-3不敵土耳其伊萨奇巴希女排，主作客遭對方雙殺無緣4強。朱婷狀態有明顯改觀，進攻殺傷力得到了較好展現，全場貢獻19分(17扣1攔1發)，其中進攻37扣17中0失誤1被攔、成功率為46%。
在本赛季意甲女排联赛常规赛結束後，朱婷扣球數據為577扣242中20次失误15个被拦，进攻成功率41.9%（列全联賽第6），效率35.88%（总排名第2、主攻榜第1）。
4月6日，意甲聯賽半决赛首回合，斯坎迪奇主场3-0零封強敵米蘭，朱婷貢獻13分(21扣10中1发2拦）。4月10日，半决赛第二回合，斯坎迪奇客场3-0再胜米兰，朱婷拿下15分(25扣13中2发)，助球隊以总比分2-0淘汰对手，历史首次闯入意甲决赛。最终斯坎迪奇1-3输给卫冕冠军科内利亚诺队获得联赛亚军，创造球队历史最佳成绩。
- 2024／2025賽季

2024年6月27日，意大利另一豪門球會科內利亞諾女排俱樂部官方正式宣布朱婷加盟，是她連續第三個賽季征戰意甲聯賽。
10月9日，科內利亞諾女排為朱婷舉辦特別的新闻发布会及歡迎會，當中提到朱婷與球隊簽約兩個賽季。
12月，朱婷隨科內利亞諾女排回國參加在杭州舉行的2024年世界女排俱樂部錦標賽，這是她時隔五年再參加世俱杯，也是她第五次征戰此賽事。同月22日，科內利亞諾女排在決賽零封中國球隊兼舊東家天津女排奪得隊伍在此項賽事的第三冠，同時亦是朱婷五度征戰世俱賽的第三座冠軍。而她本人也入選最佳陣容，第四次獲得最佳主攻。

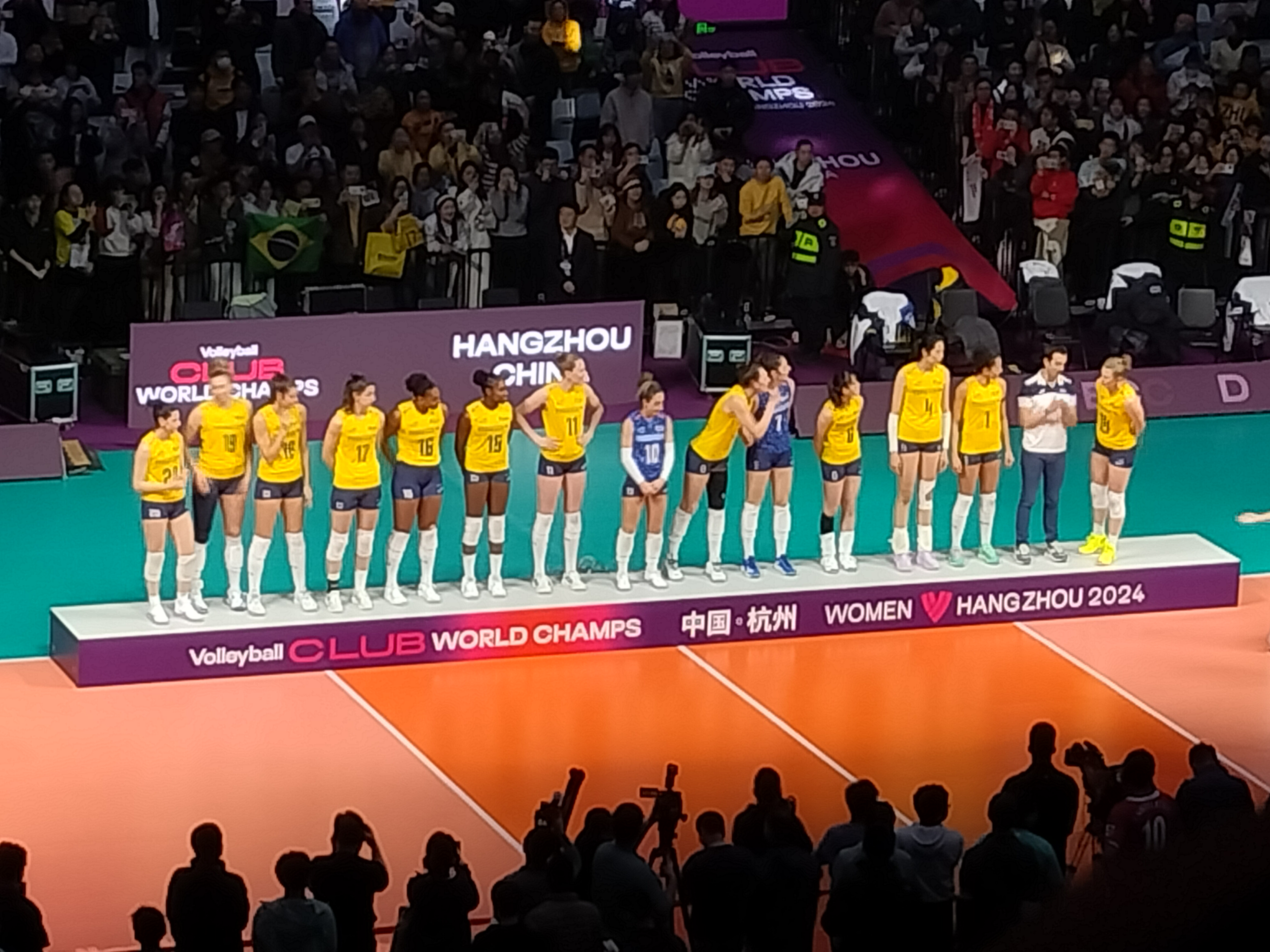
朱婷與科内利亚诺女排參加2024年女排世俱杯奪冠

2025年2月9日，意大利女排杯決賽，科内利亚诺以3-0(37-35/25-20/25-20)零封米兰。朱婷獲得11分(21扣10中1拦)，助球隊第七次夺得杯賽冠軍。
4月10日，意甲女排聯賽半決賽第四回合，科内利亚诺以3-1击败诺瓦拉，以总比分3-1淘汰对手，连续第七個賽季晋级决赛。朱婷在四场半决赛均首發，数据為103扣54中（双率52%、47%），另有6拦2发，共拿到62分。
4月22日，意甲女排聯賽决赛第三回合，科内利亚诺主场3-0零封米兰，以总比分3-0完胜对手，实现七连冠，第八次登顶，同时也是俱乐部第28座冠军奖杯，亦是朱婷自加盟意甲聯賽三個賽季以來的首個聯賽冠軍。
5月3日，2024-25赛季歐洲女排冠軍聯賽半决赛，科内利亚诺3-1击败米兰。朱婷貢獻全场最高的21分(36扣19中2拦)，助科内利亚诺晉級決賽。5月4日，歐洲女排冠軍聯賽决赛，科内利亚诺3-0轻取首次进入决赛兼舊東家的斯坎迪奇，成功卫冕，朱婷砍下14分(17扣12中2拦)，是她个人第三座欧冠冠军奖杯， 职业生涯第23冠。賽後獲選為球迷票選的最佳主攻。在整季歐冠聯賽結束後，朱婷無論在進攻成功率及進攻效率均排在所有主攻手的第一位。

## 獎項及榮譽

### 个人荣誉
- 國際排聯世界三大賽
  - 2014年世界女排锦标赛: 最佳得分、最佳主攻
  - 2015年女排世界杯：最有价值球员（MVP）
  - 2016年里約奧運會女子排球比賽：最有价值球员（MVP）、最佳主攻
  - 2018年世界女排锦标赛: 最佳主攻[72]
  - 2019年女排世界杯：最有价值球员（MVP）、最佳主攻

- 世界女排大奖赛 / 世界女排聯賽
  - 2013年世界女排大奖赛：最佳主攻

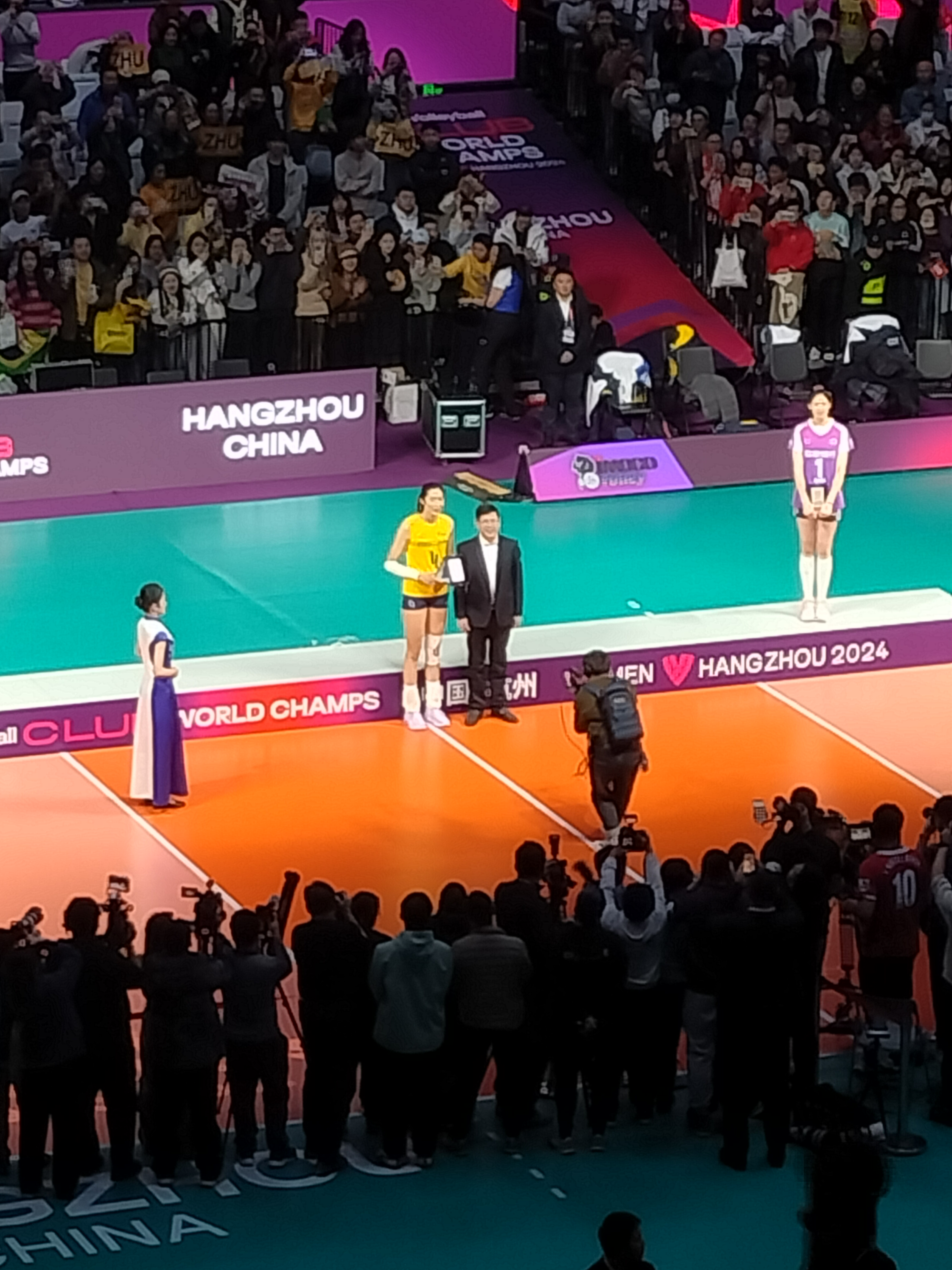
朱婷獲得2024年世界女排俱樂部錦標賽最佳主攻

  - 2014年世界女排大奖赛分站赛香港站：最有价值球员（MVP）
  - 2014年世界女排大奖赛分站赛澳门站：最受观众欢迎的运动员
  - 2014年世界女排大奖赛：最佳得分、最佳主攻
  - 2017年世界女排大獎賽：最佳主攻
  - 2018年女子排球國家聯賽：最佳主攻

- 球會賽事
  - 2016年世界女排俱乐部锦标赛：最佳主攻[73]
  - 2016–17赛季歐洲女排聯賽冠軍盃：最有价值球员（MVP）[42]
  - 2017年世界女排俱樂部錦標賽：最有价值球员（MVP）、最佳主攻
  - 2017年土耳其杯：最有价值球员（MVP）
  - 2017–18赛季土耳其女排超級聯賽：最有价值球员（MVP）
  - 2017–18赛季歐洲女排聯賽冠軍盃：最佳主攻
  - 2018年世界女排俱樂部錦標賽：最有價值球員（MVP）、最佳主攻
  - 2018–19赛季土耳其女排超級聯賽：最有价值球员（MVP）
  - 2019-20賽季中国女子排球超级联赛：最有价值球员（MVP）、最佳主攻
  - 2020-21賽季中国女子排球超级联赛：最有价值球员
  - 2024年世界女排俱樂部錦標賽：最佳主攻

- 其他
  - 2012年亚洲青年女排锦标赛：最有价值球员（MVP）、最佳主攻
  - 2013年瑞士女排精英赛：最佳得分
  - 2013年世界青年女子排球錦標賽：最有价值球员（MVP）、最佳主攻、最佳得分
  - 2013年亞洲女子排球錦標賽：最佳主攻
  - 2014年中国国际女排精英赛北仑站：最有价值球员（MVP）、最佳发球、最佳主攻
  - 2015年亞洲女子排球錦標賽：最有价值球员（MVP）、最佳得分
  - 2016年度volleywood网站：最佳主攻[74]
  - 2016年度WorldofVolley网站：国际排坛最佳女运动员[75]
  - 2016年中国运动员传播影响力榜: 第九位
  - 2016年度CCTV体坛风云人物評選：最佳女运动员[76]
  - 2017年福布斯30歲以下亞洲傑出人物榜
  - 2017年女排大冠军杯赛：最有价值球员（MVP）、最佳主攻[25]
  - 法國女性雜誌《ELLE》中國版《世界時裝之苑》：年度人物
  - 2017年中国运动员传播影响力榜：第六位
  - 2017年海峽大學體育獎：最佳排球運動員[77]
  - 2018年中国运动员传播影响力榜：第二位
  - 2019年河南省第7届省直机关十大杰出青年
  - 2019年英国大本钟奖赫拉特勒斯奖（体育类）全球十佳运动员第二名[78]
  - 2019年(第十四届)品牌年度人物峰会“品牌人年人物” ：70年70人
  - 2019年(第十四届)品牌年度人物峰会“品牌人年人物” ：2019十大品牌年度人物
  - 2019年全国体育事业突出贡献奖训练标兵
  - 2019年国际十佳运动员（新华社体育部）
  - 2019年体育大生意年度评选：年度体育产业人物
  - 2019年度海内外有影响力的“ 《中国妇女》时代人物”
  - 2020年第24届“中国青年五四奖章”[79]
  - “Volleyverse”评选”“2010-2020世界女排梦之队”：最佳主攻
  - 2020年9月，中国体育价值榜系列榜单“2019-2020年中国运动员传播影响力榜”发布，朱婷荣登榜单第一名，这是中国运动员传播影响力榜自发布以来首次由女性运动员夺得榜首[80]
  - 全国妇联：2019年度全国三八红旗手标兵[81]
  - 2023年专业体育BC机构评选世界上最著名的10名排球运动员，朱婷排第一[82][83]

### 俱樂部
- 世界女排俱樂部錦標賽
  - 2013年世界女排俱樂部錦標賽： - 銅牌（廣東恆大女子排球俱樂部）
  - 2016年世界女排俱樂部錦標賽： - 銅牌（瓦基弗銀行女排俱樂部）
  - 2017年世界女排俱樂部錦標賽： - 金牌（瓦基弗銀行女排俱樂部）
  - 2018年世界女排俱樂部錦標賽： - 金牌（瓦基弗銀行女排俱樂部）
  - 2024年世界女排俱樂部錦標賽： - 金牌（科內利亞諾女排俱乐部）

- 歐洲女排冠軍聯賽
  - 2016–17赛季歐洲女排冠軍聯賽： - 金牌（瓦基弗銀行女排俱樂部）
  - 2017–18赛季歐洲女排冠軍聯賽： - 金牌（瓦基弗銀行女排俱樂部）
  - 2024-25赛季歐洲女排冠軍聯賽： - 金牌（科內利亞諾女排俱乐部）

- 女排歐聯盃
  - 2022-23賽季女排歐聯盃： - 金牌（斯坎迪奇女排俱樂部）

#### 國內聯賽、海外聯賽 / 杯賽
- 2016年土耳其冠軍杯： - 銀牌（瓦基弗銀行女排俱樂部）
- 2016–17赛季土耳其女排超級聯賽： - 銅牌（瓦基弗銀行女排俱樂部）
- 2016–17赛季土耳其女排超級盃： - 金牌（瓦基弗銀行女排俱樂部）
- 2017年土耳其冠軍杯： - 金牌（瓦基弗銀行女排俱樂部）
- 2017年土耳其杯： - 金牌（瓦基弗銀行女排俱樂部）
- 2017–18赛季土耳其女排超級聯賽： - 金牌（瓦基弗銀行女排俱樂部）
- 2017年土耳其冠軍杯： - 銀牌（瓦基弗銀行女排俱樂部）
- 2018-19赛季土耳其女排超級聯賽： - 金牌（瓦基弗銀行女排俱樂部）
- 2019-20賽季中国女子排球超级联赛： - 金牌（天津渤海银行女排）
- 2020-21賽季中国女子排球超级联赛： - 金牌（天津渤海银行女排）
- 2022-23賽季義大利女子甲組排球聯賽： - 銅牌（斯坎迪奇女排俱樂部）
- 2023-24賽季義大利女子甲組排球聯賽： - 銀牌（斯坎迪奇女排俱樂部）
- 2024年意大利杯： - 金牌（科內利亞諾女排俱乐部）
- 2024-25賽季義大利女子甲組排球聯賽： - 金牌（科內利亞諾女排俱乐部）

### 國家隊
- 2011年世界青少年女子排球錦標賽： - 銀牌
- 2012年亞洲青年女子排球錦標賽： - 金牌
- 2013年世界青年女子排球錦標賽： - 金牌
- 2013年世界女排大獎賽： - 銀牌
- 2014年世界女子排球錦標賽： - 銀牌
- 2015年亞洲女子排球錦標賽： - 金牌
- 2015年世界盃女子排球賽： - 金牌
- 2016年夏季奧林匹克運動會女子排球比賽： - 金牌
- 2017年女排大冠军杯赛： - 金牌
- 2018年女子排球國家聯賽： - 銅牌
- 2018年亞洲運動會排球比賽： - 金牌
- 2018年世界女排锦标赛： - 銅牌
- 2019年世界盃女子排球賽： - 金牌

## 商業價值及代言
在中國女排奪得2016年里約奧運冠軍後，朱婷的知名度、人氣急升。2018年6月8日，美通社发布 <星盟5A指数——2018中国体育明星商业价值指数>，朱婷排名综合指数榜第五，是前十中唯一的女运动员，在年底出版的排名，朱婷升至第四，無論在运动成绩和商业价值上都可以称為「中国体坛一姐」。
此外，朱婷在中國的廣告代言也愈來愈多，除了是內地的「可口可樂」代言人，也代言萬色益及康師傅。其後在2018年12月朱婷代言谷歌翻译软件和安德玛服饰，之後亦成為小刀電動汽車、汽車之家、浦發銀行信用卡及Zespri佳沛奇异果的品牌代言人。

## 家庭及个人生活
朱婷的父母生育了五个女儿，朱婷排老三，有两个姐姐和两个妹妹。她家的经济条件并不好，父亲原来是一名修车焊工，两个姐姐都在无锡打工。朱婷属于超生儿，是计划生育政策违规出生的人。目前她父母住在县城。
在效力土超期間，为了更好适应在土耳其的比赛和生活，朱婷的朋友兼职翻译一起陪同她前往土耳其，康师傅还聘请一位专业女厨师为喜爱面食的朱婷在土耳其征战期间提供饮食服务。
2018年朱婷把小妹朱佳荟送进北京重点中学一零一中学读书，该校是北京市的传统排球强校，培养出了刘晓彤（该校08届校友）等多位国手，朱佳荟在该校排球队担任二传。
朱婷的排球偶像是韩国女排的主攻手金软景。朱婷喜欢的艺人是演员黄晓明，早在她在周口市体校开始练排球时，就迷上了热播中的黄晓明主演的《神雕侠侣》里的“杨过”，至今也一直都在关注他的信息，黄晓明对朱婷也很钦佩和欣赏。
2017年11月9日，朱婷進入北京師範大學攻讀歷史系研究生。2024年6月，朱婷順利於歷史學院碩士畢業。
2025年5月6日，国家体育总局科教司发布体育总局科教司关于2025年优秀运动员本科保送拟推荐名单的公示，朱婷妹妹朱佳荟以运动健将身份被拟推荐保送浙江大学，引发网友关注。网友质疑其运动健将身份造假，不符合保送条件。对此，浙江大学工作人员回应称，在录取审核时不知道该生是朱婷妹妹，审核程序符合规定，在质疑出现后，也将情况反映给体育管理部门。

## 電視節目
- 2016年4月3日 浙江卫视 《來吧冠軍》
- 2016年8月23日 浙江卫视 《中国冠军范》
- 2016年8月24日 浙江卫视 《中国冠军范》
- 2016年9月16日 湖南卫视 《天天向上》
- 2020年1月4日 中国中央电视台 《开讲啦》